# 安原浩司
安原 浩司（やすはら こうじ、1960年9月5日 - ）は、日本の実業家、馬主。
北海道札幌市中央区に本社を置くファイネストコーポレーショングループは、M&Aのマネジメントや不動産業などの事業を展開する株式会社ファイネストコーポレーション、医療廃棄物処理を手がける株式会社イーエスジーマネージメントを包括し、安原は同グループのCEO（最高経営責任者）およびシニアアドバイザーを務める。

## 馬主活動

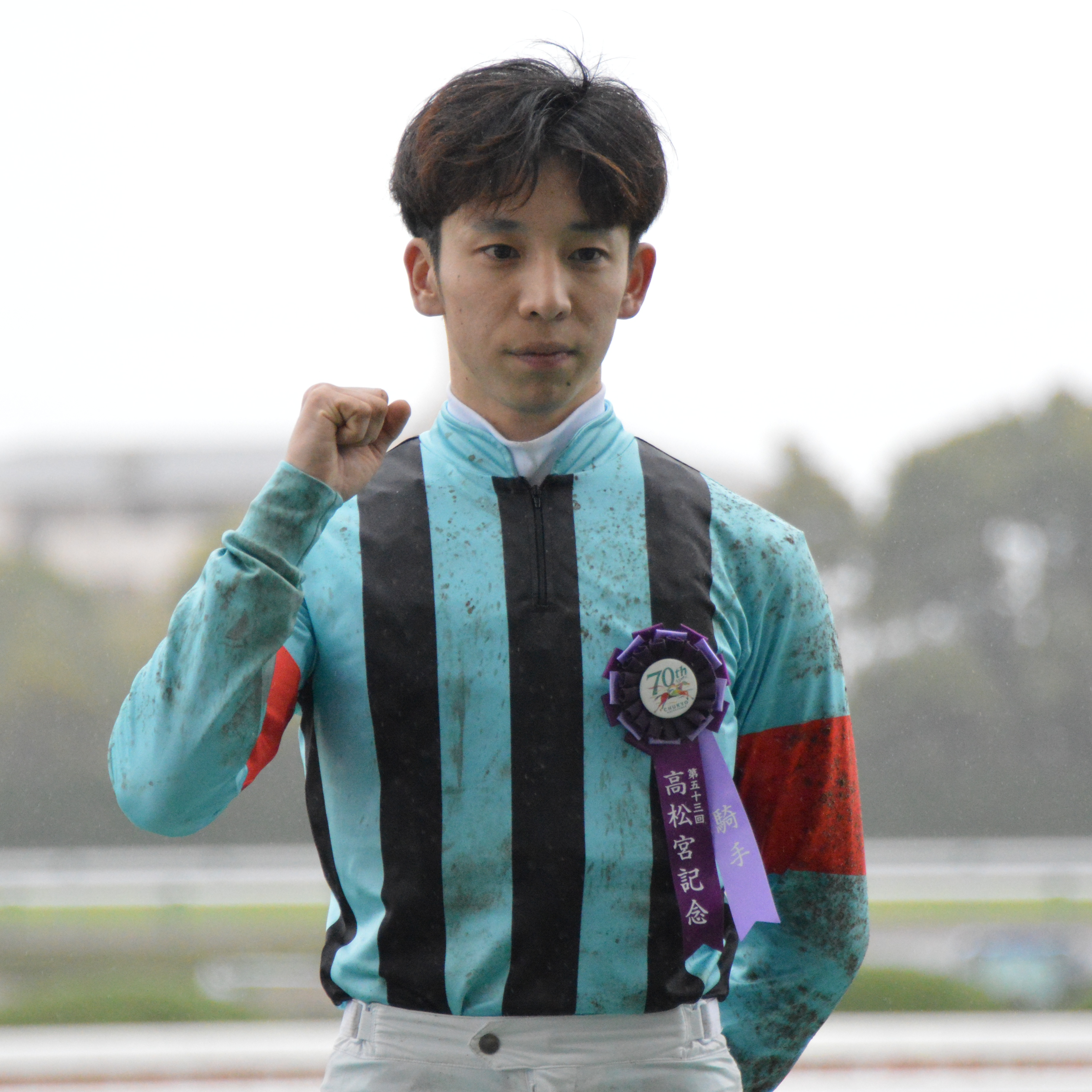
安原の勝負服を着用した団野大成

日本中央競馬会（JRA）および地方競馬全国協会（NAR）に登録する馬主としても知られる。勝負服の柄は水色、黒縦縞、袖赤一本輪、冠名は特に用いない。
父・義晴も馬主で、中央競馬で10勝を挙げたキタミノルなどを所有。牧場にもよく連れていってもらっていたといい、自身も起業したのちに馬主になろうと考えていたという。馬を購入する上でのポイントは「馬体のシルエット」
や「雰囲気や歩き方」と語る。

### 来歴
- 2008年 - 3月15日の3歳未勝利戦をシャイニングデイで制し、初勝利[1]。
- 2015年 - シュウジが小倉2歳ステークスを制し、重賞初制覇[1]。
- 2018年 - アンジュデジールがJBCレディスクラシックを制し、GI級競走初制覇。

## 主な所有馬

### GI級競走優勝馬
- アンジュデジール（2017年スパーキングレディーカップ、2018年エンプレス杯、マリーンカップ、JBCレディスクラシック）
- ファストフォース（2021年CBC賞、2023年高松宮記念）

### 重賞競走優勝馬
- シュウジ（2015年小倉2歳ステークス、2016年阪神カップ）
- ウェルドーン（2021年関東オークス）
- トップナイフ（2025年札幌記念）

### その他の所有馬
- アディラート（2018年UAEダービー3着、2019年グリーンチャンネルカップ）
- ルーチェデラヴィタ（2019年コスモス賞）
- アルドーレ（2020年阿蘇ステークス、2022年ブリリアントステークス）